# 볼프 포스텔

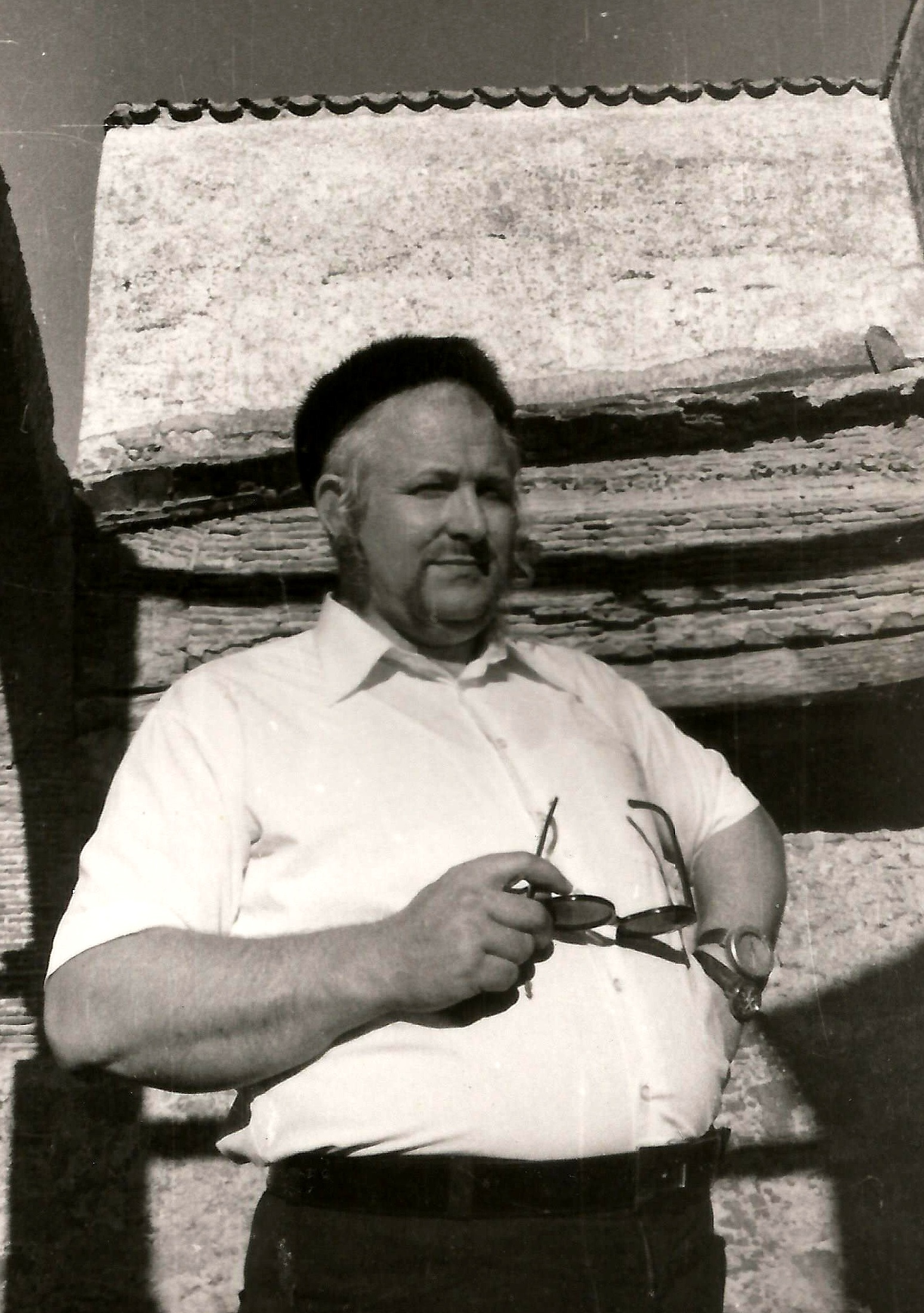

볼프 포스텔(Wolf Vostell, 1932년 10월 14일 ~ 1998년 4월 3일)은 독일의 화가이자 조각가이며, 비디오 아트와 설치미술을 조기에 채택한 사람들 가운데 한 명이자, 해프닝과 플럭서스의 선구자로 간주된다. 블러링, 데콜/에이지 등의 기법들이 그의 작품의 특징이다. 볼프 포스텔은 스페인의 작가 메르세데스 포스텔과 혼인하여 아들 둘(데이비드 포스텔, 라파엘 포스텔)을 두고 있다.

## 인용문
- "예술은 삶이요, 삶은 예술이라" 1961[1]
- "사건은 예술을 정치화하는 무기이다." 1970
- "나는 가장 위대한 미술 작품으로 평화를 선언한다." 1979
- "모든 인간은 예술 작품이다" 1985

## 수상
- 1981: Lecturer, International Summer Academy of Fine Arts Salzburg
- 1982: Premio Pablo Iglesias, Madrid.
- 1990: Médaille de la Ville de Paris [45]
- 1992: Honorary professorship, Berlin.
- 1996: Berlin Bear (B.Z. Culture Prize)
- 1997: Hannah Höch Prize. Awarded by the Berlinische Galerie.
- 1998: Medalla de Extremadura, Spain (posthumous)
- Paseo Wolf Vostell, Malpartida de Cáceres, Spain (posthumous)
- Honorary citizen of Malpartida de Cáceres, Spain (posthumous)
- 2001: Wolf Vostell Strasse, Leverkusen (posthumous)
- 2014: International Human Rights Award, Dr. Rainer Hildebrandt Medal (posthumous)

## 같이 보기
- 비디오 아트
- 해프닝
- 플럭서스
- 개념 미술